# Yang Yang (A)
Yang Yang (A) (chinês: 楊揚, 24 de agosto de 1976) é uma patinadora chinesa. É a dona das primeiras medalhas de ouro da China em Jogos Olímpicos, após vencer duas provas nos Jogos de Salt Lake City.
Coincidentemente, ela é contemporânea de outra patinadora chamada Yang Yang, mais nova. Seguindo a tradição chinesa, a Yang Yang mais velha passou a ser identificada por "(L)" de "large" ("grande"), enquanto a mais nova recebeu a identificação "(S)" de "small" ("pequeno"). Posteriormente, o "(L)" foi substituído por "(A)", em referência a "agosto", o mês de seu nascimento.